# 仕出沼

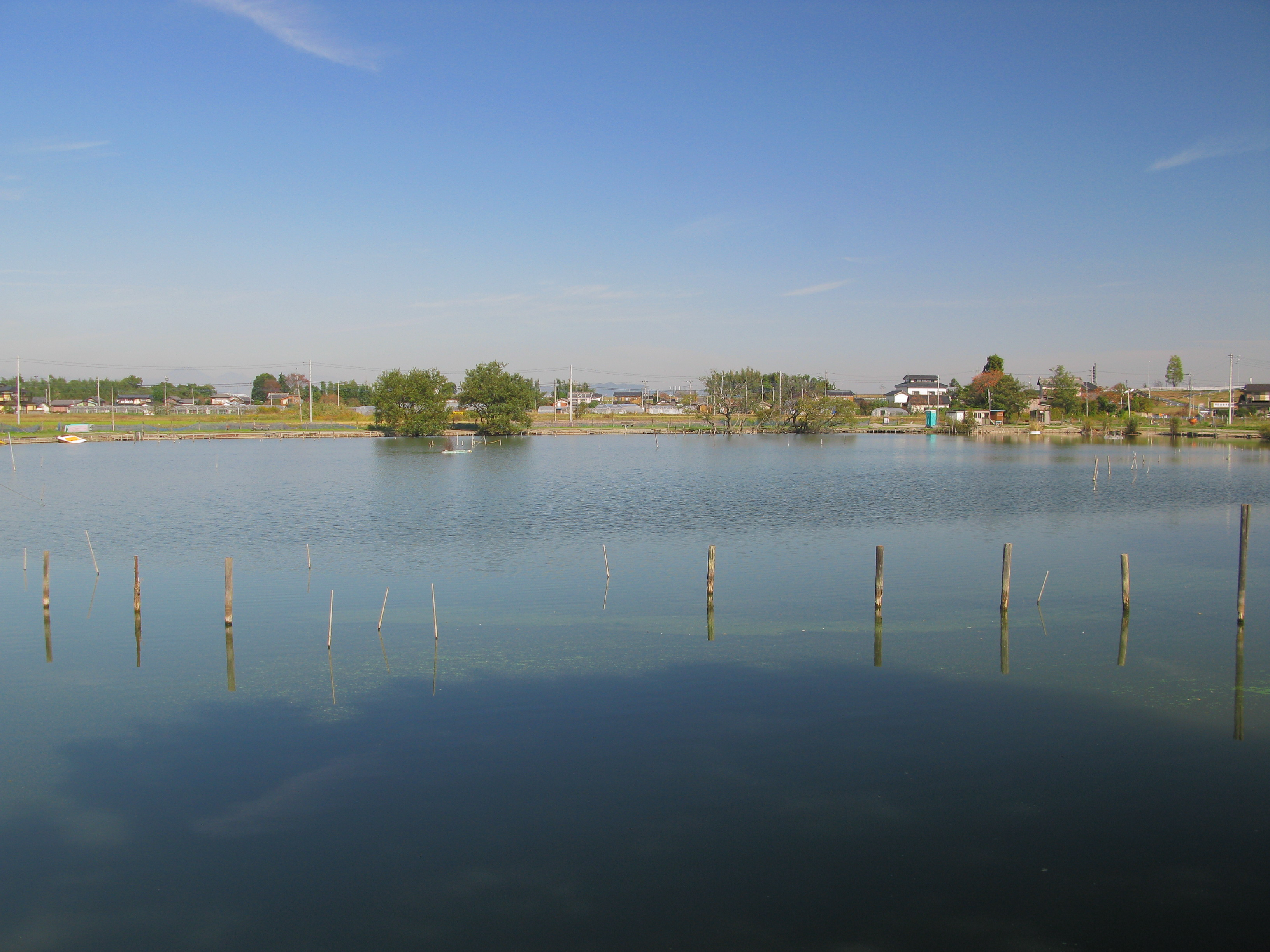
仕出沼（2011年11月）

仕出沼（しでぬま）は、埼玉県加須市小野袋に所在する沼である。五銭沼とも称される。

## 概要
加須市小野袋の水田などの農地の中に所在しており、北東に道の駅かぞわたらせ、北方に谷田川および渡良瀬遊水地（谷中湖）がそれぞれ所在している。また仕出沼は釣り場にもなっている。
東武日光線柳生駅の南西に所在する柳生沼と、仕出沼の西側に所在している水路にて接続している。

## 所在地
- 〒349-1202 - 埼玉県加須市小野袋
- 北緯36度12分34秒 東経139度39分35秒 / 北緯36.20944度 東経139.65972度座標: 北緯36度12分34秒 東経139度39分35秒 / 北緯36.20944度 東経139.65972度

## 周辺
- 渡良瀬遊水地（谷中湖）
- 谷田川
- 東武日光線柳生駅
- 栃木・群馬・埼玉の三県境
- 道の駅かぞわたらせ
- 柳生沼